# 托雷斯考薩納區
托雷斯考薩納區（西班牙語：Distrito de Torres Causana），是秘魯的一個區，位於該國東北部洛雷託大區的邁納斯省，始建於1943年7月2日，面積7,363.44平方公里，海拔高度188米，2005年人口5,162，人口密度每平方公里0.70人。